# Andrea Relencini

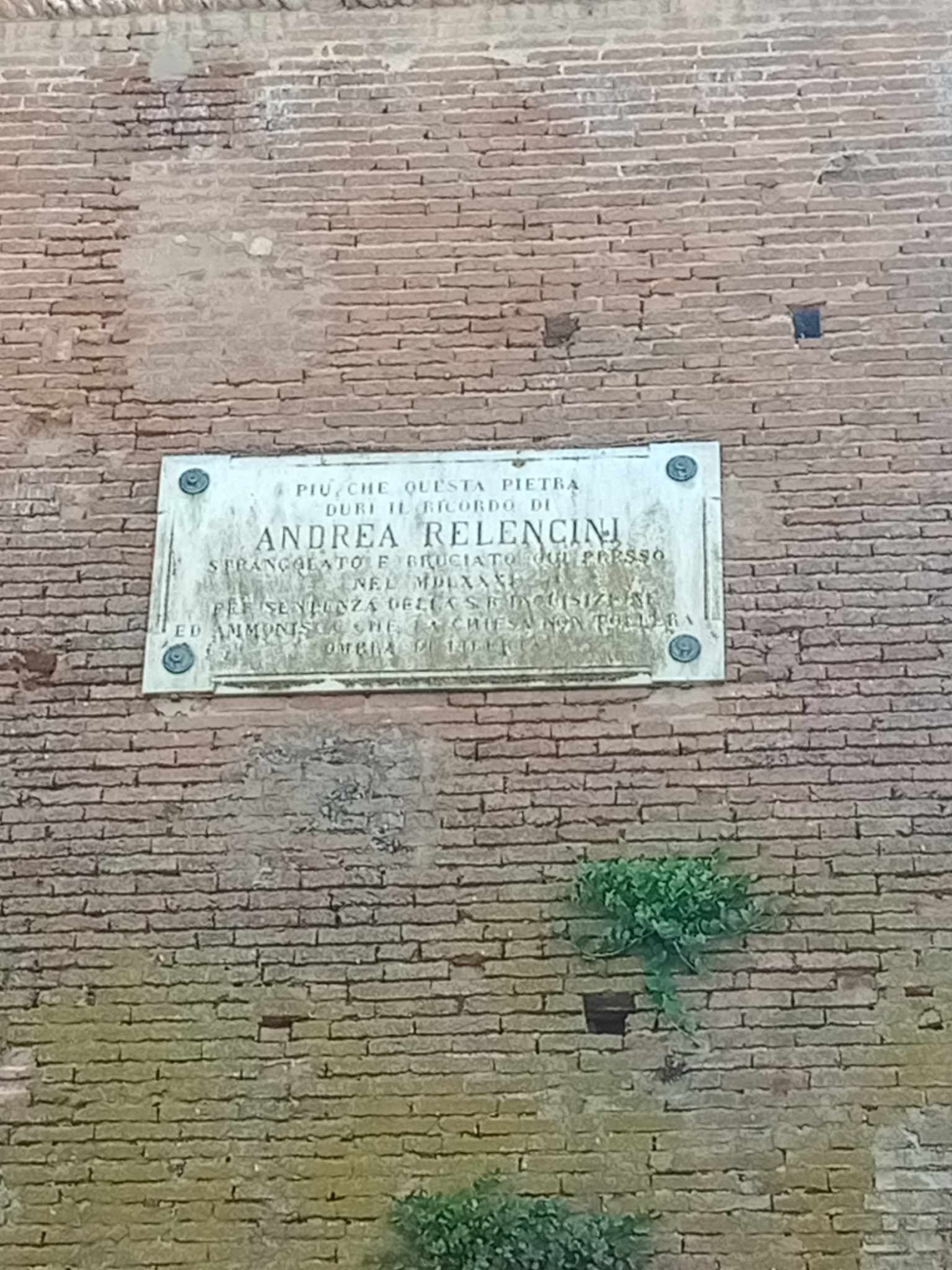
Lapide che ricorda l'uccisione avvenuta nel 1581 di Andrea Relencini per eresia posta nel 1907 sul muro frontale della Rocca di Lugo (Il testo fu firmato da Lorenzo Stecchetti, pseudonimo di Olindo Guerrini)

Andrea Relencini (Modena, 1541 – Lugo, 1581) è stato un matematico e artigiano italiano.

## Biografia
Fu accusato di eresia luterana, fuggì da Modena e riparò a Lugo dove esercitò l'attività di falegname e intagliatore e fu apprezzato per le sue competenze idrauliche.
Nel 1580 il duca Francesco d'Este lo fece catturare e consegnare al Santo Uffizio.
Poiché rifiutò di abiurare fu impiccato e poi messo al rogo sulla piazza principale di Lugo in quanto ritenuto eretico dal tribunale dell'inquisizione.  Le sue ceneri furono poi sparse nelle fosse che circondavano la rocca estense.

Il testo che compone la lapide a lui dedicata, murata sulla facciata della rocca di Lugo, è stato scritto da Lorenzo Stecchetti. A Lugo gli è stato dedicato il largo Andrea Relencini, sito nel luogo in cui fu giustiziato. 

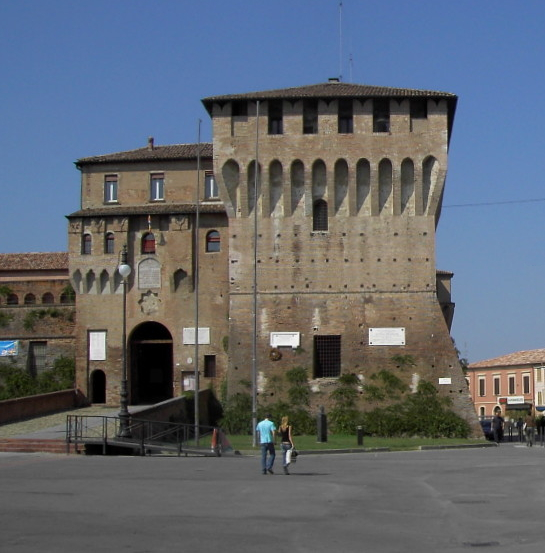
Immagine della Rocca di Lugo con la lapide commemorativa (a destra)

## Archivio
Un fascicolo di diverse carte, contenenti informazioni sul processo e la condanna di Relencini, è custodito nell'Archivio di Stato di Modena.